# Michail Stepanowitsch Schumilow
Michail Stepanowitsch Schumilow (russisch Михаил Степанович Шумилов; * 17. November 1895 im Dorf Werchne Techenskoje, heute Schadrinsk; † 28. Juni 1975 in Moskau) war im Zweiten Weltkrieg während der Schlacht um Stalingrad ein sowjetischer Armeeführer, der im Oktober 1943 zum Generaloberst aufstieg und als Held der Sowjetunion ausgezeichnet wurde.

## Leben

### Herkunft und Ausbildung
Schumilow wurde in dem Dorf Werchne Techenskoje in der Oblast Kurgan als Sohn einer Bauernfamilie geboren. 1911 schloss er die dortige Volksschule mit Auszeichnung ab und erhielt aufgrund hervorragender Leistungen ein Stipendium, um bis Juli 1916 am Tscheljabinsker Lehrerseminar studieren zu können.

### Früher Militärdienst
Im Sommer 1916 wurde er zum Militärdienst eingezogen und an die Militärschule von Tschugujew geschickt, um danach als Unteroffizier beim 109. Reserveregiment in Tscheljabinsk seinen Dienst abzuleisten. Im März 1917 ging dieses Regiment an die Westfront, wo er als Kompanieoffizier im 32. Krementschuger-Regiment kämpfte. Im Dezember 1917 wurde er demobilisiert und arbeitete ab Januar 1918 als Landlehrer. Im März 1918 zum Militärkommissar ernannt, trat im April 1918 in die Roten Armee ein und nahm an der Niederschlagung des Aufstands des Tschechoslowakischen Korps teil.
Im Russischen Bürgerkrieg wurde er nacheinander Zugführer, Kompaniechef und schließlich stellvertretender Kommandeur des 4. Uraler-Regiments der 29. Schützen-Division. 1919 wurde er zum Kommandeur der selbständigen 85. Schützenbrigade ernannt, die auf der Krim den Sywasch-Abschnitt überquerte und die Landenge von Perekop stürmte. Später bekämpfte er den Aufstand von Nestor Machno im Raum Guljaipole, befehligte im Juli 1921 ein Bataillon des 58. Infanterieregiments der 7. Schützendivision und anschließend Einheiten des 20. Schützen-Regiment derselben Division im Militärbezirk Charkow.
Nachdem er im Juni 1924 höhere Kurse für politische Führung in Charkow absolviert hatte, wurde er als Kriegsrat derselben Division tätig. Nach Abschluss des Schieß- und Taktikkurses "Wystrel" der Komintern wurde er im November 1929 zum Militärkommissar des 21. Schützen-Regiments der 7. Schützendivision im Militärbezirk Kiew ernannt. Im Dezember 1933 wurde er zum Stabschef der 96. Schützendivision ernannt, dann zum stellvertretenden Kommandeur der 87. Schützendivision. Im November 1935 erhielt er die Beförderung zum Oberst und am 15. Juni 1937 den militärischen Rang eines Brigadekommandeurs. Gleichzeitig wurde zum Kommandeur der 7. Schützendivision des Kiewer Militärbezirks ernannt. In der Zeit von Februar 1938 bis Mai 1939 meldete er sich als Berater der Republikanischen Truppen freiwillig zur Teilnahme am Bürgerkrieg in Spanien. Nach seiner Rückkehr in die Heimat wurde er zum Kommandeur des 11. Schützenkorps im Weißrussischen Militärbezirk ernannt. Von Januar bis März 1940 nahm er als Kommandeur des 11. Korps am Sowjetisch-finnischen Krieg teil. Am 4. Juni 1940 wurde er zum Generalmajor befördert, seit Juli 1940 unterstand sein Korps der 8. Armee.

### Im Großen Vaterländischen Krieg
Ende Juni 1941 führte das unter seinem Kommando stehende 11. Korps bei der Nordwestfront in Lettland Verteidigungskämpfe durch. Seine Truppen zogen sich im Rahmen des Gesamtrückzugs der 8. Armee in Richtung Riga und dann durch Estland weiter nach Tartu zurück. Im August 1941 wurde Generalmajor Schumilow zum stellvertretenden Befehlshaber der 55. Armee ernannt, die unter General Iwan G. Lasarew die südlichen Zugänge nach Leningrad verteidigte. Im Dezember 1941 wurde er zum Befehlshaber des neu aufgestellten 1. Spezial-Schützenkorps berufen, das er jedoch nicht aktiv führen sollte.
Denn anstatt dessen erfolgte im Januar 1942 seine Berufung zum stellvertretenden Befehlshaber der 21. Armee bei der Südwestfront. In dieser Position nahm er im Mai 1942 an der Schlacht von Charkow teil.
Im August 1942 übernahm Schumilow das Kommando über die 64. Armee, die seit September den südwestlichen Stadtrand von Stalingrad verteidigte. Nachdem deutsche Truppen an der Naht zur 62. Armee durchgebrochen waren und Kuporosnoje verloren war, startete Schumilows Armee wiederholt Gegenangriffe gegen die Flanken der deutschen Angriffskeile. Am 31. Dezember 1942 wurde er in den Rang eines Generalleutnants erhoben und beteiligte sich im Januar 1943 als Teil der Donfront an der Vernichtung der deutschen 6. Armee. Nach dem Ende der Schlacht von Stalingrad wurde die 64. Armee zur Woronesch-Front versetzt und führte im Frühjahr 1943 entlang des Sewerski Donez im Raum Belgorod Verteidigungskämpfe durch. Auf Anweisung des Oberkommandos vom 16. April 1943 hin wurde seine Armee für ihre erfolgreichen Kampfeinsätze in 7. Gardearmee umbenannt. Anschließend bewährten sich Schumilows Truppen im Juli 1943 in der Schlacht von Kursk und beim Vorstoß zum Dnjepr. Am 20. Oktober 1943 wurde er aufgrund seiner Verdienste zum Generaloberst ernannt und sechs Tage darauf mit den Ehrentitel Held der Sowjetunion ausgezeichnet. Von Beginn des Jahres 1944 bis zum Kriegsende im Mai 1945 stand die 7. Gardearmee fast ununterbrochen im Kampf und nahm an den Operationen bei Kirowograd, Uman-Botosani, Jasi-Kischinew, Debrecen, Budapest, Bratislava-Brünn und an der Prager Offensive teil. In der Schlussphase des Zweiten Weltkriegs stand Schumilow bei der Organisation der neuen rumänischen Armee beratend zur Seite und bemühte sich um den Ausgleich zu den im Krieg bis dahin gegnerischen rumänischen Soldaten und Offizieren.

### Nachkriegszeit
Nach dem Krieg befehligte Schumilow die 7. Gardearmee noch bis zum Februar 1946, um anschließend kurzfristig zum Befehlshaber der 52. Armee im Militärbezirk Lwow ernannt zu werden. Im Juni 1946 übernahm er die Führung der 13. Armee im Militärbezirk der Karpaten. Nach einem Nachholen entsprechender Abschlüsse an der Woroschilower Militärakademie wurde er 1948 zum Befehlshaber des Militärbezirks am Weißen Meer ernannt. Im Mai 1949 wurde er dann zum Kommandeur der Truppen des Militärbezirks von Woronesch. Ab Oktober 1955 stand er dem Verteidigungsminister zur Verfügung, im Januar 1956 wurde er aus gesundheitlichen Gründen aus dieser Position abberufen. Durch eine Resolution des Ministerrates der UdSSR vom 24. April 1958 kehrte er aber erneut in die Sowjetarmee zurück und wurde zum Militärberater in der Inspektorengruppe des Verteidigungsministeriums der UdSSR ernannt.
Als er im Juni 1975 seinen nahenden Tod ahnte, wünschte er in Wolgograd begraben zu werden, wo auch die Soldaten seiner 64. Armee begraben waren. Sein Wille wurde erfüllt, die Urne mit seiner Asche wurde in Wolgograd auf Mamajew Kurgan beigesetzt.

## Auszeichnungen (Auswahl)
Orden u. a.:
|  |  |  |  |
|  |  |  |  |
|  |  |  |  |

Medaillen u. a.: 
|  |  |  |  |